# Rádio Moscou
A Rádio Moscou (em russo:  Pадио Москва,  transl. Radio Moskva) foi uma empresa pública da União Soviética, com sede em Moscovo, que efetuava transmissões de rádio em várias línguas para o exterior. Na sua época de maior esplendor, a Rádio de Moscovo emitia em mais de setenta línguas, a partir das suas potentes estações emissoras situadas na União Soviética, Europa de Leste e Cuba. Todos os programas, com algumas exceções, deviam ser autorizados por uma direção de programação, dissolvida em 1991. 
O seu sinal de intervalo foi Vasta é a minha pátria (em russo:  Широка страна моя родная), canção escrita pelo poeta Vasily Ivanovich Lebedev-Kumach.

## História
A primeira emissão da Rádio de Moscovo foi para o ar em 29 de outubro de 1929 em alemão. Mais tarde em francês e inglês. Em meados dos anos 1930, começou as transmissões em português. Nos anos 1930, os boletins da Rádio de Moscovo expressaram a preocupação pela ascensão de Adolfo Hitler ao poder na Alemanha. O seu serviço em onda média em italiano foi combatido com interferências por ordem de Benito Mussolini, nos finais da mesma década. 
A Rádio de Moscovo chegou aos Estados Unidos no início dos anos 1950, com transmissores na região de Moscovo. Mais tarde, com as novas estações retransmissoras construídas em Vladivostok e Magadan, as emissões alcançaram a parte ocidental dos EUA. Os primeiros programas para África foram para o ar na década de 1950 em inglês e francês. Até 1961, a Rádio de Moscovo transmitia também em três idiomas africanos: amárico,  suaíli e haúça.  
Em 22 de dezembro de 1993, o presidente russo Boris Yeltsin publicou um decreto que reorganizava a Rádio de Moscovo com um novo nome: a Voz da Rússia.

## Imagens

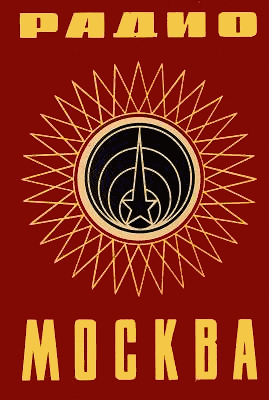
Cartão QSL de Rádio de Moscou  de 1969
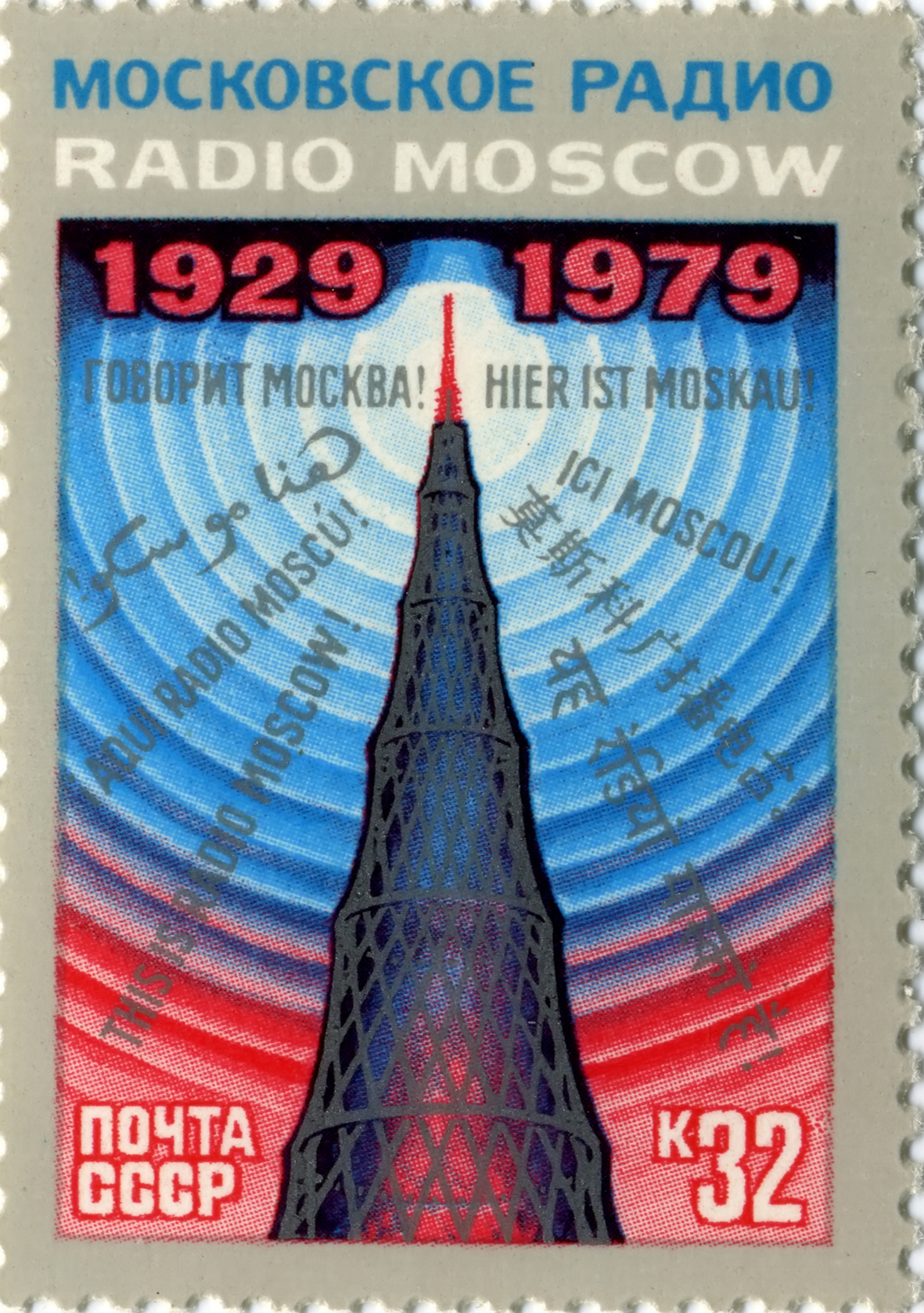
Selo soviético de 1979